# Polska na Mistrzostwach Europy w Lekkoatletyce 1950
Polska na Mistrzostwach Europy w Lekkoatletyce 1950 – reprezentacja Polski podczas zawodów liczyła tylko 3 zawodników – jedyny raz w historii Polacy nie zdobyli żadnego medalu czempionatu.

## Rezultaty

### Mężczyźni
- bieg na 100 metrów
  - Emil Kiszka zajął 4. miejsce
- dziesięciobój
  - Edward Adamczyk zajął 7. miejsce

### Kobiety
- pchnięcie kulą
  - Magdalena Breguła zajęła 5. miejsce